# 11678 Brevard
11678 Brevard este un asteroid din centura principală de asteroizi.

## Descriere
11678 Brevard este un asteroid din centura principală de asteroizi. A fost descoperit pe 25 februarie 1998 la Cocoa de Ian P. Griffin. El prezintă o orbită caracterizată de o semiaxă mare de 2,46 ua, o excentricitate de 0,17 și o înclinație de 2,2° în raport cu ecliptica.